# Art UK
Art UK ist eine britische, gemeinnützige Online-Plattform, die den öffentlichen Zugang zu Kunstwerken im Vereinigten Königreich fördert. Über die Website der Organisation sind Kunstobjekte aus mehr als 3400 Institutionen digital verfügbar. Ziel ist es, Kunst einem breiten Publikum zu vermitteln und zu veranschaulichen. 
Die Organisation wurde 2003 als Public Catalogue Foundation mit dem Ziel gegründet, alle sich im Vereinigten Königreich befindlichen Öl-, Tempera- und Acrylgemälde zu erfassen. Bis 2012 wurden etwa 210.000 Eigentumsrechte gesichert und in einer umfangreichen Buchreihe veröffentlicht, seither erfolgt die Publikation digital über die Website. Seit der Umbenennung im Jahr 2016 firmiert die Plattform unter Art UK und kooperiert unter anderem mit der BBC (Your Paintings). Über die Plattform sind über 600.000 Kunstwerke von mehr als 60.000 Künstlerinnen und Künstlern zugänglich. Über Art UK ist eine kostenlose visuelle Recherche in den britischen öffentlichen Sammlungen möglich. Dazu gehören Gemälde, die sich in Museen, Rathäusern, Universitäten, Krankenhäusern, kirchlichen Einrichtungen sowie im Besitz des National Trust und anderer Institutionen befinden – ausgenommen sind Werke der Royal Collection.
In der Anfangsphase lag der Fokus auf der Ölmalerei. Seit 2019 wurde das Programm um Skulpturen ergänzt. Bis Anfang 2023 waren über 50.000 Skulpturen erfasst, davon mehr als 13.500 im öffentlichen Raum. Die Plattform dient nicht nur der Buchpublikation, sondern auch der Restaurierungsförderung: Die Einnahmen aus dem Katalogverkauf werden für die Konservierung eingesetzt.
2022 erhielt Art UK erneut den „Digital Innovation of the Year“-Preis für ihr Engagement zur Digitalisierung britischer Skulpturen. Die 2019 von Yinka Shonibare initiierte Schirmherrschaft betonte die demokratische Kraft der Kunst im öffentlichen Raum. Im September 2024 wurde Art UK Partner des Museum Data Service, um rund 100 Millionen Objekte national zugänglich zu machen.